# Mikulińce (gmina w województwie stanisławowskim)
Mikulińce – dawna gmina wiejska w powiecie śniatyńskim województwa stanisławowskiego II Rzeczypospolitej. Siedzibą gminy były Mikulińce.
Gminę utworzono 1 sierpnia 1934 r. w ramach reformy na podstawie ustawy scaleniowej z dotychczasowych gmin wiejskich: Budyłów, Karłów, Kułaczyn, Mikulińce, Uście i Widynów. Kułaczyn stanowił eksklawę gminy Mikulińce, jako jedyna położoną na wschód od miasta, przy samej granicy z Rumunią.
Po II wojnie światowej obszar gminy znalazł się w ZSRR.